# Tèxtils Bertrand Serra SA
Tèxtils Bertrand Serra SA va ser una empresa catalana del sector tèxtil del cotó amb seu a Barcelona, però la fàbrica més important era a Manresa, una de les més emblemàtiques de Catalunya i que va tancar el 1989.

## Història
El 1878, el fabricant Eusebi Serra i Clarós (1825-1904) es va associar amb el seu gendre Manuel Bertrand i Salsas (-1912), casat amb la seva filla Flora Serra i Casanova, sota el nom social Serra i Betrand, amb un capital de 250.000 pessetes i un termini de 10 anys. La companyia tenia una fàbrica d'estampats a l'anomenat Prat Vermell (actual carrer de la Mare de Déu del Port) del terme municipal de Sants (annexionat a Barcelona el 1897) i el despatx al carrer de Sant Pau, 83.
Manuel Bertrand fou el promotor d'una nova fàbrica a Manresa, per la qual cosa viatjà a Manchester per a comprar la maquinària i comprovar els darrers avenços tècnics. Les obres de construcció de la nova fàbrica del Remei començaren el 23 de gener de 1893 i fou inaugurada el 20 de maig de 1894. D'aquesta manera, Serra i Bertrand s'havia convertit en una empresa que feia tot el cicle del cotó: la filatura i el tissatge a Manresa i l'estampació i els acabats a Sants. Quedaria per aclarir la relació entre la primitiva fàbrica de les Fontetes al torrent de Sant Ignasi, i la Fàbrica Nova del Remei, que fou ampliada el 1926 i inaugurada pel rei Alfons XIII.
El 1899, Eusebi Serra traspassà l'empresa al seu gendre i el seu net, però mantenint-hi una participació. Aleshores, la raó social canvià a Manuel Bertrand i Fill i Cia. En aquesta època, el despatx i magatzem de l'empresa es van traslladar al carrer de Trafalgar, 50-52 i Sant Pere Més Alt, 59-59 bis. Eusebi Serra va morir el mes de desembre del 1904 i aleshores la companyia es diria simplement Manuel Bertrand i Fill.
Després de la mort de Manuel Bertrand el 1912, va heretar el negoci com a titular únic el seu fill Eusebi Bertrand i Serra (1877-1945), que va adquirir la fàbrica Ricart del Poblenou. Com a resultat d’aquesta expansió, el 1934 era el primer industrial individual cotoner del món, segons el Butlletí de la Master Cotton Spinners Association. A més, adquirí també les fàbriques del Guix, Cal Serrano, Sant Fruitós, Minorisa i la fàbrica Blanca, una altra a Ordis (Alt Empordà) i diverses plantacions de cotó a Andalusia.
El 1939, va comprar una fàbrica a Manresa, anteriorment propietat del grup Pons i Enrich, i el 1943 van adquirir la Colònia Güell a Santa Coloma de Cervelló. El 1940, constituí la societat anònima Tèxtils Bertrand i Serra, que durant aquest període va passar per la precarietat econòmica degut al fort intervencionisme econòmic per part dels organismes de l'estat, i també pel sindicat vertical tèxtil de la Falange.
L'empresa fou protagonista de la vaga de Manresa de 1946, que obligà al desplaçament del governador civil Bartolomé Barba Hernández, qui es va fer càrrec de les negociacions amb els obrers. Cap al 1950 donava feina a 3.000 persones i va mantenir una forta activitat fins a mitjans dels anys 1960, quan patí els efectes de la reconversió del sector i la competència de productes de tercers països, més competitius.
El març del 1983, el seu president, Eusebi Bertrand i Batlló, fou cridat a declarar en relació amb un frau en les quotes de la Seguretat Social.